# Djame
Djame (ou Ndjame, Njame) est un village du Cameroun situé dans la région du Centre et le département du Mbam-et-Kim. Il fait partie de la commune de Ntui.

## Population
En 1964, le village comptait 425 habitants, principalement Batschenga.
Lors du recensement de 2005, on y dénombrait 521 personnes.
On y parle le tuki (ou batsenga), une langue bantoïde méridionale.